# William Herrmann
William John Herrmann (født 11. januar 1912, død 6. oktober 2003) var en amerikansk gymnast som deltog i de olympiske lege i 1932 i Los Angeles.
Herrmann vandt en bronzemedalje i gymnastik under OL 1932 i Los Angeles. Han kom på en tredjeplads i konkurrencen i tumbling efter sine landsmænd Rowland Wolfe og Edward Gross. 